# Juliana Lima
Juliana Lima (Belo Horizonte, 1982. március 15. –) brazil orvos, vegyes harcművész.

## Életrajza
Juliana Lima, teljes nevén Juliana de Lima Carneiro, 1982 március 15-én született a braziliai Belo Horizonte-ben.
Szakmai pályafutását 2010-ben kezdte meg szülőhazájában, Brazíliában. Karrierje első három évében veretlen volt; rekordja 5 győzelem vereség nélkül. Versenyzett Muay Thai küzdelemben és jiu-jitsu versenyeken is.
Lima élete első küzdelme 2013 áprilisában, az Egyesült Államokban volt, Katja Kankaanpää-val szemben.

## Adatai
- Magasság: 5 ft 5 in (1.65 m)
- Súly: 115 £ (52 kg; 8.2 st)

Vegyes harcművészeti rekordjai: Összesen 9. Ebből győzelem 7, vereség 2